# Cadmech
Cadmech — САПР компании Intermech, система, значительно расширяющая возможности AutoCAD в области проектирования машиностроительных чертежей. Cadmech ускоряет проектирование по сравнению с «чистым» AutoCAD в несколько раз и сокращает сроки освоения AutoCAD до 2—3 дней. Cadmech создан совместными усилиями конструкторов и программистов, поэтому максимально учитывает специфику работы конструктора-механика.